# Jaboti
Jaboti este un oraș în Paraná (PR), Brazilia.